# Крупский, Виктор Иосифович
Ви́ктор Ио́сифович Кру́пский (укр. Віктор Йосипович Крупський; 21 декабря 1921, Кременчуг — 10 сентября 2000, Орёл) — советский лётчик, Герой Советского Союза. На боевом счету — 330 боевых вылетов, 9 лично им уничтоженных вражеских самолётов и 10 — в группе. Депутат Верховного Совета РСФСР 6-го и  9 — 11 созывов.

## Биография
Родился 21 декабря 1921 года в городе Кременчуг Полтавской области Украины в семье рабочего. Украинец. Окончил 1 курс механического техникума и аэроклуб. Работал на заводе. В 1939 году призван в армию Кременчугским городским военкоматом.
В 1940 году окончил Чугуевское военное авиационное училище лётчиков. С 1942 года — член ВКП(б) — КПСС.
С июля 1941 года участвовал в боях Второй мировой войны. Служил в 760-м истребительном авиационном полку, нёс боевую вахту по защите Кировской железной дороги и её объектов. В сентябре 1941 года представлялся к званию Героя Советского Союза, но был награждён орденом Красного Знамени.
С апреля по мая 1942 года воевал в составе авиационного звена. Под его командованием воинское подразделение успешно штурмовало скопление вражеских войск на кестеньгском направлении: было уничтожено 2 танка, 5 автомашин с боеприпасами, расстреляно из воздуха больше сотни гитлеровцев. Со временем вошёл в число лучших лётчиков авиационного полка. Он был пилотом самолёта истребителя модели И-153 — «Чайка».
К июлю 1942 г. — старший лейтенант. Будучи заместителем командира эскадрильи 760-го истребительного авиационного полка (26-я армия, Карельский фронт) осуществил двести сорок боевых вылетов, принимал участие в двадцати восьми воздушных боях, он лично сбил 3 самолёта противника и 8 немецких самолётов в группе.
Указом Президиума Верховного Совета СССР «О присвоении звания Героя Советского Союза начальствующему и рядовому составу Красной Армии» от 22 февраля 1943 года за «образцовое выполнение боевых заданий командования на фронте борьбы с немецкими захватчиками и проявленными при этом отвагу и геройство» удостоен звания Героя Советского Союза с вручением ордена Ленина и медали «Золота Звезда» (№ 897).
В марте 1943 года получил тяжёлое ранение, долго лечился. По возвращении в полк, стал помощником командира полка по воздушно-стрелковой службе.
В конце войны на его боевом счёту значилось 330 боевых вылетов, 9 лично уничтоженных вражеских самолётов и 10 — в группе.
В 1946 году уволен в запас по болезни в звании майора. В 1952 года окончил Высшую школу Министерства заготовок СССР.
С июля 1963 года по декабрь 1964 года — председатель Орловского промышленного облисполкома.
Избирался депутатом Верховного Совета РСФСР 6-го и 9 — 11 созывов, делегатом XXV—XXVI съездов КПСС.
Работал заместителем уполномоченного Министерства заготовок в Полтавской области Украины.
С 10 апреля 1970 по 21 декабря 1978 — второй секретарь Орловского обкома КПСС.  С 21 декабря 1978 года по 17 сентября 1985 года — председатель Орловского облисполкома.
С сентября 1985 года — персональный пенсионер союзного значения.
Скончался 10 сентября 2000 года в городе Орле. Похоронен на Троицком кладбище.

### Награды и память

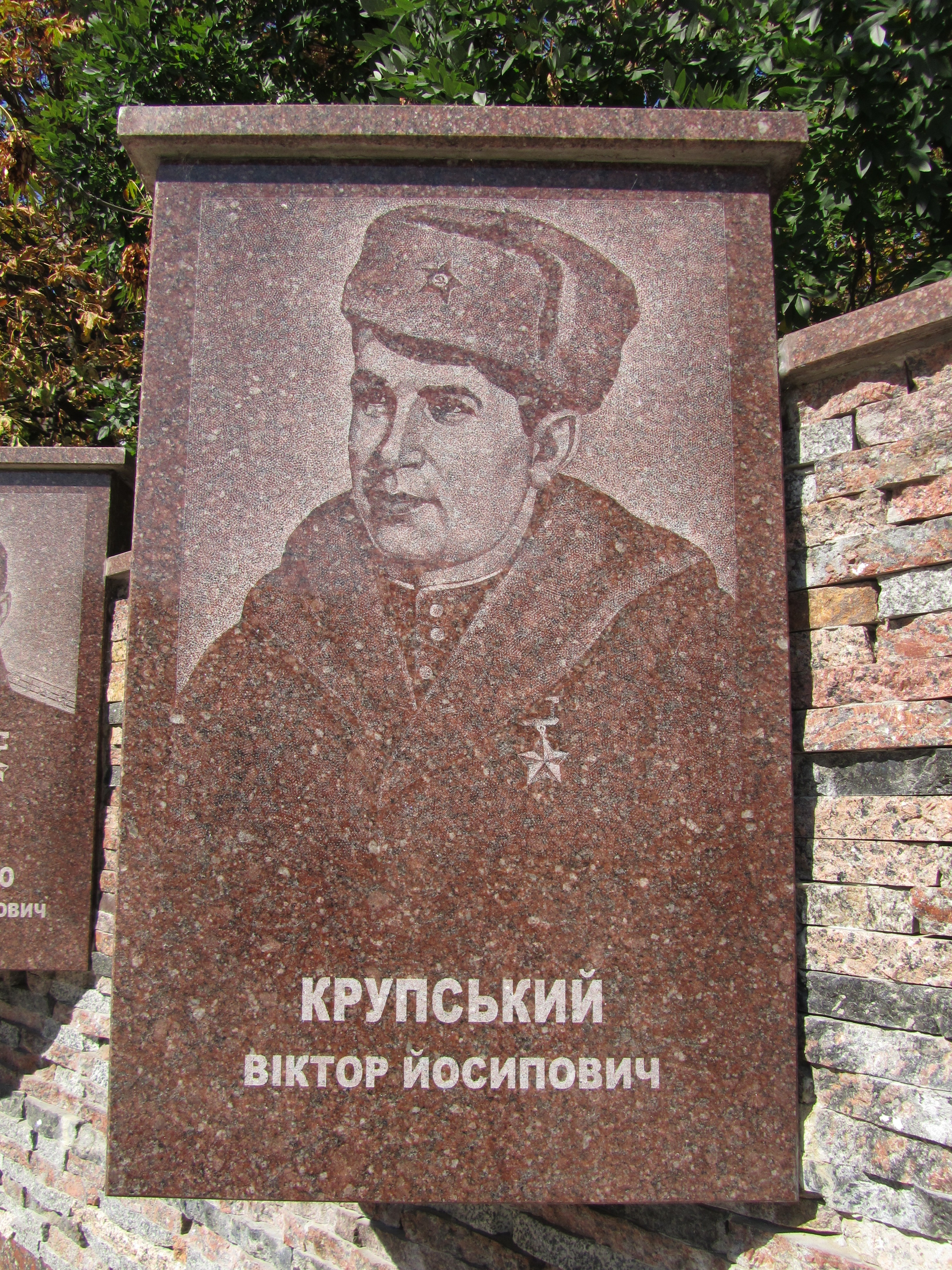
Мемориальная доска на Аллее Героев в городе Кременчуг в сквере «Октябрський»).

- При жизни был награждён орденом Ленина, орденом Красного Знамени, двумя орденами Отечественной войны 1-й степени, орденом Отечественной войны 2-й степени, тремя орденами Трудового Красного Знамени, орденами Дружбы народов и Красной Звезды, многими медалями.
- Почётный гражданин города Орёл (с 1996 г.).
- Также в городе Кременчуге на Аллее Героев, на граните высечено фото и имя Виктора Крупского.